# Road Wars
Road Wars — компьютерная игра в жанре гонки на выживание и шутер от третьего лица. Игра была разработана компанией Phenom Productions и издана компанией Warcry Corp. 2001 года для платформы PC.

## Игровой процесс
По сюжету игры гонки проводит для развлечения населения организация Road War Association (RWA).
• 12 высокодетализированных и атмосферных гоночных трасс, которые стреляют в вас, каждая со своими уникальными проблемами и скрытыми путями. По всем трассам можно двигаться как вперед, так и назад, всего 24 трассы.
• 12 разных автомобилей, каждая со своими особыми характеристиками и особенностями. Автомобили имеют настраиваемый дизайн и первоклассную физику, гарантируя экстремальное ускорение, высокую скорость и отличное скольжение.
• 3 различных системы вооружения с более чем 20-ю наступательными или оборонительными орудиями 20-мм пушки, плазменного бластера, гидравлического тарана, роевые ракеты, пушки гатлинга, экскалибур, ракетный глушитель, шипы на бампере (в том числе и выдвигающиеся спереди), скользкое масло, реактивные мины, дымовые шашки и многих других.
• Настоящая трехмерная среда и звук с динамическим цветным освещением и прозрачностью с альфа-смешением для резких взрывов, огня, следов дыма и следов заноса.
• Настраиваемая клавиша управления и настройка интерфейса, поддерживающая клавиатура, джойстик, обратная связь по усилию и рулевое колесо.
• Эксклюзивные саундтреки с более чем 15 треками, специально разработанными для игры и каждого автомобиля / персонажа всемирно известной индустриальной синтрок-группой gODHEAD.